# Pérenchies
Pérenchies est une commune française, située dans le département du Nord en région Hauts-de-France.
De la taille d'une petite ville et dotée d'une population avoisinant les 8 000 habitants, Pérenchies est devenue, au siècle dernier, une cité industrielle textile. Située au nord-ouest de la métropole lilloise, elle fait partie de la Métropole européenne de Lille.

## Géographie

### Description
Pérenchies se situe dans le territoire historique des Weppes, en Flandre romane, à 7,4 km au nord-ouest de Lille.

### Communes limitrophes
Les communes limitrophes sont Verlinghem, Frelinghien, Houplines, Lille, Lompret, Prémesques et Capinghem.

### Hydrographie

#### Réseau hydrographique
La commune est située dans le bassin Artois-Picardie. Elle est drainée par la Becque du Corbeau, la Becque de la Prevote et un autre petit cours d'eau,.

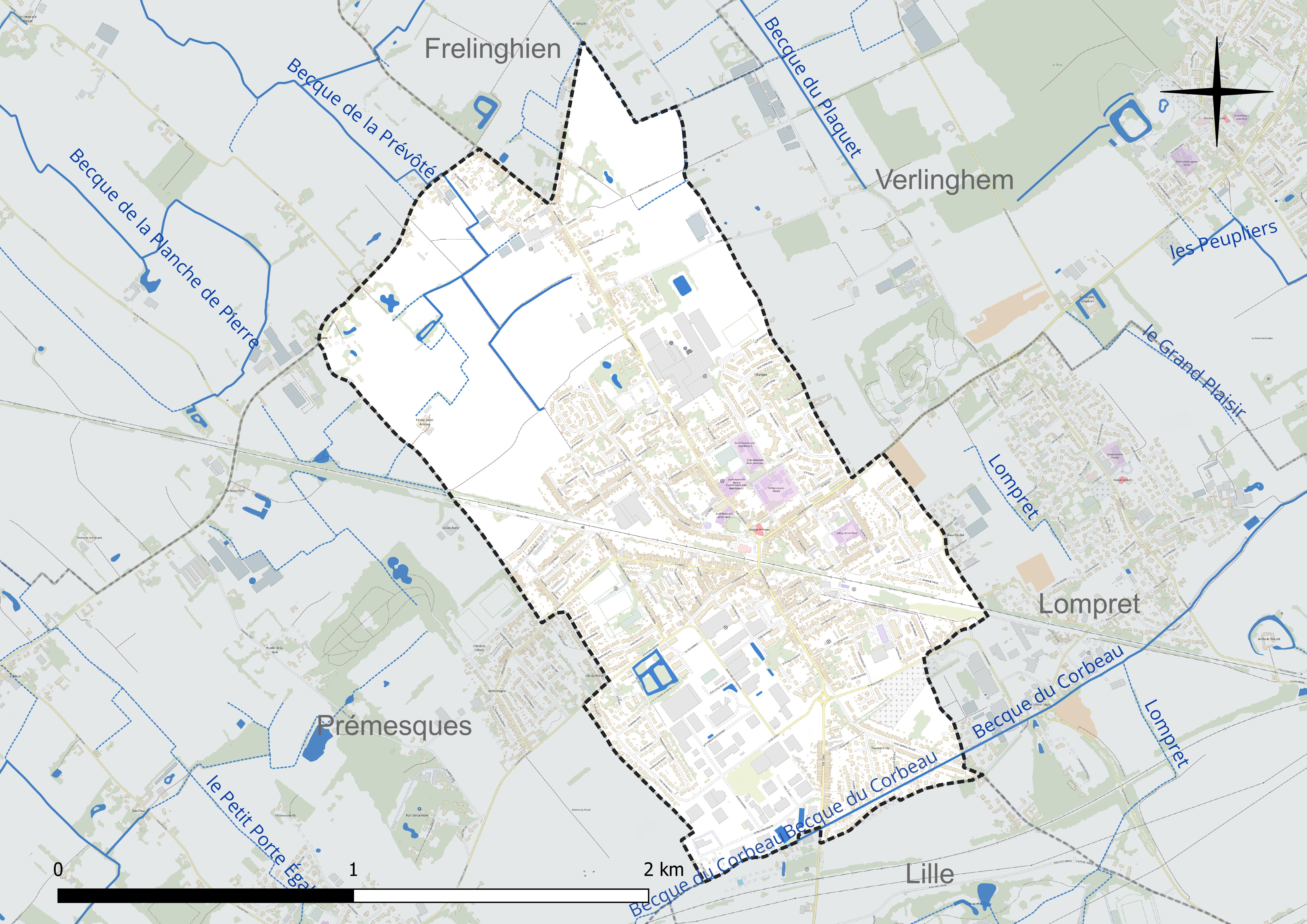
Réseau hydrographique de Pérenchies.

#### Gestion et qualité des eaux
Le territoire communal est couvert par le schéma d'aménagement et de gestion des eaux (SAGE) « Lys ». Ce document de planification concerne un territoire de 1 835 km2 de superficie, délimité par le bassin versant de la Lys. Le périmètre a été arrêté le 29 mai 1995 et le SAGE proprement dit a été approuvé le 6 août 2010, puis révisé le 20 septembre 2019. La structure porteuse de l'élaboration et de la mise en œuvre est le syndicat mixte pour l'élaboration du SAGE de la Lys (SYMSAGEL).
La qualité des cours d'eau peut être consultée sur un site dédié géré par les agences de l'eau et l'Agence française pour la biodiversité.

### Climat
Pour des articles plus généraux, voir Climat des Hauts-de-France et Climat du Nord.
En 2010, le climat de la commune est de type climat océanique dégradé des plaines du Centre et du Nord, selon une étude du CNRS s'appuyant sur une série de données couvrant la période 1971-2000. En 2020, Météo-France publie une typologie des climats de la France métropolitaine dans laquelle la commune est exposée à un climat océanique et est dans la région climatique Nord-est du bassin Parisien, caractérisée par un ensoleillement médiocre, une pluviométrie moyenne régulièrement répartie au cours de l'année et un hiver froid (3 °C).
Pour la période 1971-2000, la température annuelle moyenne est de 10,5 °C, avec une amplitude thermique annuelle de 14,3 °C. Le cumul annuel moyen de précipitations est de 665 mm, avec 12,4 jours de précipitations en janvier et 8,5 jours en juillet. Pour la période 1991-2020, la température moyenne annuelle observée sur la station météorologique la plus proche, située sur la commune de Lesquin à 13 km à vol d'oiseau, est de 11,3 °C et le cumul annuel moyen de précipitations est de 740,0 mm,. Pour l'avenir, les paramètres climatiques de la commune estimés pour 2050 selon différents scénarios d'émission de gaz à effet de serre sont consultables sur un site dédié publié par Météo-France en novembre 2022.

## Urbanisme

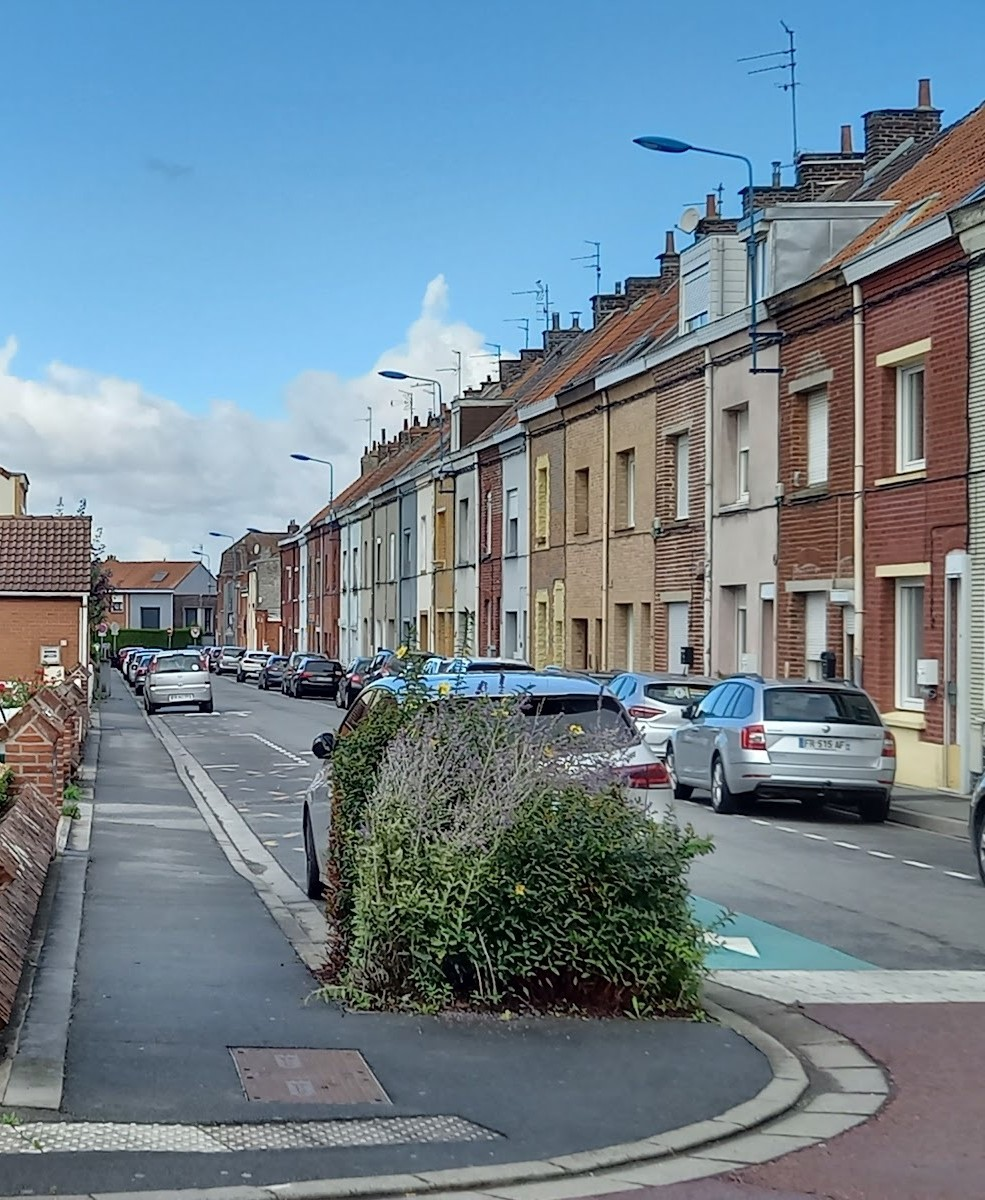
Maisons alignées de la rue Carnot, dont l'architecture est typique de la fin des années 1940.

### Typologie
Au 1er janvier 2024, Pérenchies est catégorisée grand centre urbain, selon la nouvelle grille communale de densité à sept niveaux définie par l'Insee en 2022.
Elle appartient à l'unité urbaine de Lille (partie française), une agglomération internationale regroupant 60  communes, dont elle est une commune de la banlieue,,. Par ailleurs la commune fait partie de l'aire d'attraction de Lille (partie française), dont elle est une commune du pôle principal,. Cette aire, qui regroupe 201 communes, est catégorisée dans les aires de 700 000 habitants ou plus (hors Paris),.

### Occupation des sols

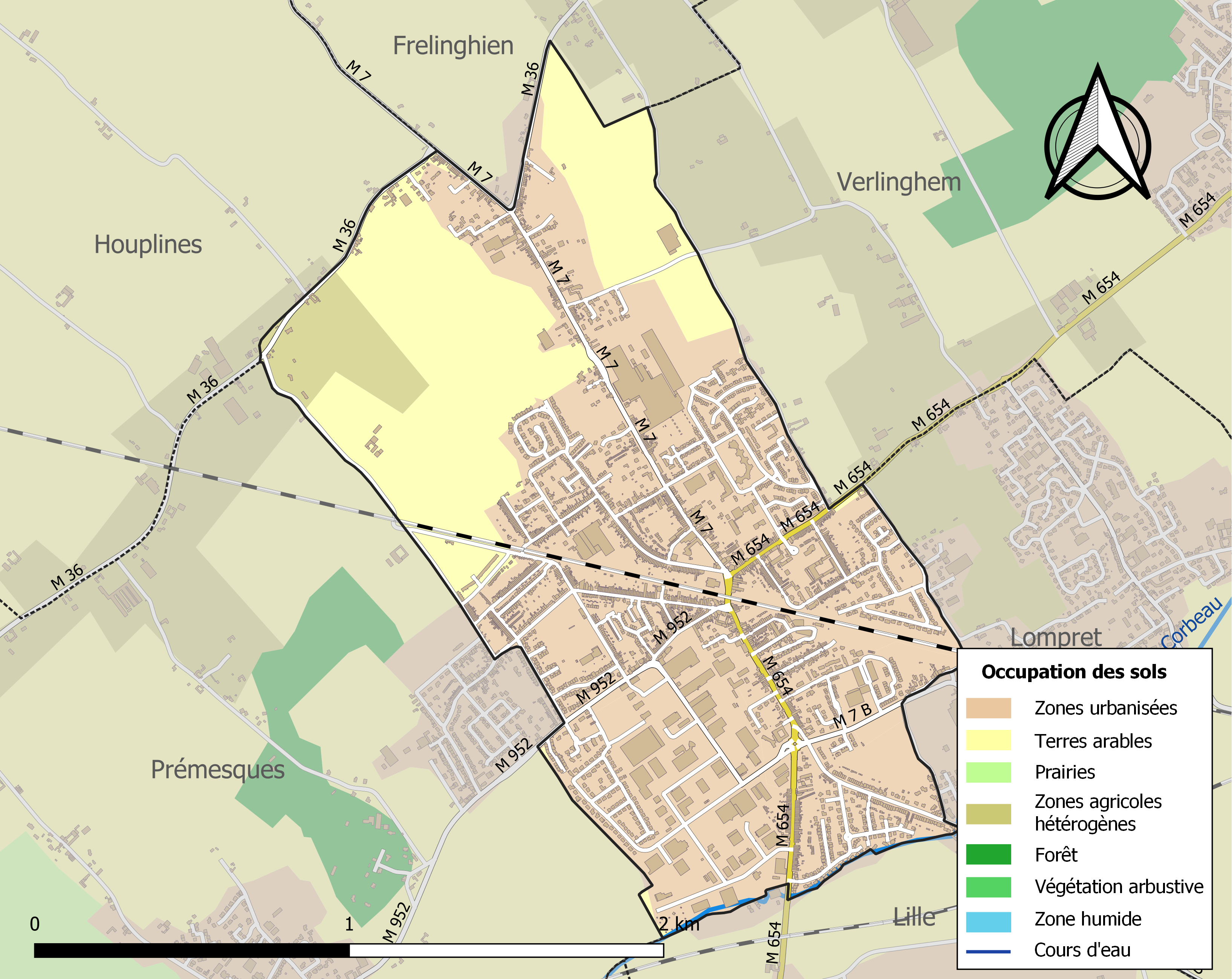
Carte des infrastructures et de l'occupation des sols de la commune en 2018 (CLC).

L'occupation des sols de la commune, telle qu'elle ressort de la base de données européenne d'occupation biophysique des sols Corine Land Cover (CLC), est marquée par l'importance des territoires artificialisés (70 % en 2018), en augmentation par rapport à 1990 (58,8 %). La répartition détaillée en 2018 est la suivante : 
zones urbanisées (53 %), terres arables (25,8 %), zones industrielles ou commerciales et réseaux de communication (17 %), zones agricoles hétérogènes (4,2 %). L'évolution de l'occupation des sols de la commune et de ses infrastructures peut être observée sur les différentes représentations cartographiques du territoire : la carte de Cassini (XVIIIe siècle), la carte d'état-major (1820-1866) et les cartes ou photos aériennes de l'IGN pour la période actuelle (1950 à aujourd'hui).

### Habitat et logement
En 2020, le nombre total de logements dans la commune était de 3 625, alors qu'il était de 3 340 en 2015 et de 3 158 en 2010.
Parmi ces logements, 95,7 % étaient des résidences principales, 0,3 % des résidences secondaires et 4 % des logements vacants. Ces logements étaient pour 76,5 % d'entre eux des maisons individuelles et pour 22,4 % des appartements.
Le tableau ci-dessous présente la typologie des logements à Pérenchies en 2020 en comparaison avec celle du Nord et de la France entière. Une caractéristique marquante du parc de logements est ainsi une proportion de résidences secondaires et logements occasionnels (0,3 %) inférieure à celle du département (1,7 %) et à celle de la France entière (9,7 %). Concernant le statut d'occupation de ces logements, 66,5 % des habitants de la commune sont propriétaires de leur logement (67,4 % en 2015), contre 54,5 % pour le Nord et 57,5 pour la France entière.
| Typologie                                               | Pérenchies | Nord | France entière |
| ------------------------------------------------------- | ---------- | ---- | -------------- |
| Résidences principales (en %)                           | 95,7       | 90,7 | 82,1           |
| Résidences secondaires et logements occasionnels (en %) | 0,3        | 1,7  | 9,7            |
| Logements vacants (en %)                                | 4          | 7,7  | 8,2            |

La commune ne respecte par les obligations qui lui sont faites par l'article 55 de la loi SRU de disposer d'au moins 25 % de son parc de résidences principales constituées de logements sociaux. Avec un taux passé de 15,79 % en 2002 à 17,56 % en 2019, elle est astreinte au paiement d'une pénalité annuelle, qui s'est élevée à 48 414,43 €  en 2020.

### Voies de communication et transports
La gare de Pérenchies est desservie par des trains TER Hauts-de-France qui effectuent des missions entre les gares de Lille-Flandres et d'Hazebrouck, ou de Dunkerque.
La commune est desservie, en 2023, par les lignes 75, 76, 80, 81, CO2, 924 et par les lignes de transport à la demande 22R, 75R et 76R du réseau Ilévia.

## Toponymie
Selon M. Becquart en 1879, Pérenchies viendrait de Phaer ind sich qui signifierait "Signal remarquable de l'intérieur", mais selon le Dictionnaire étymologique des noms de lieux en France il vient de Acus ou Iacus qui signifiait "Territoire".

## Histoire

### Moyen Âge
La première mention de Pérenchies, orthographié Pencies, apparaît dans un manuscrit de 1101.
Au Moyen Âge, les terres appartiennent à une seigneurie vicomtière. Les seigneurs de Pérenchies y possèdent des terres et un donjon sur motte.
En 1167, l'Ordre du Temple s'y est installé en construisant une commanderie et y possède des terres jusqu'au XIVe siècle.
Parmi les seigneurs de Pérenchies, on retrouve les noms de Siger en 1181-1190, de Marguerite, mariée à Adam de la Bassée en 1295, et de Roger en 1305.
Plusieurs fois, au cours des siècles, le village est détruit. On peut citer la bataille de Bouvines, durant laquelle Baudouin de Pérenchies fut fait prisonnier, le village fut pillé par les troupes françaises.
À côté de la seigneurie de Pérenchies, figure également sur la paroisse la seigneurie du Plouich.

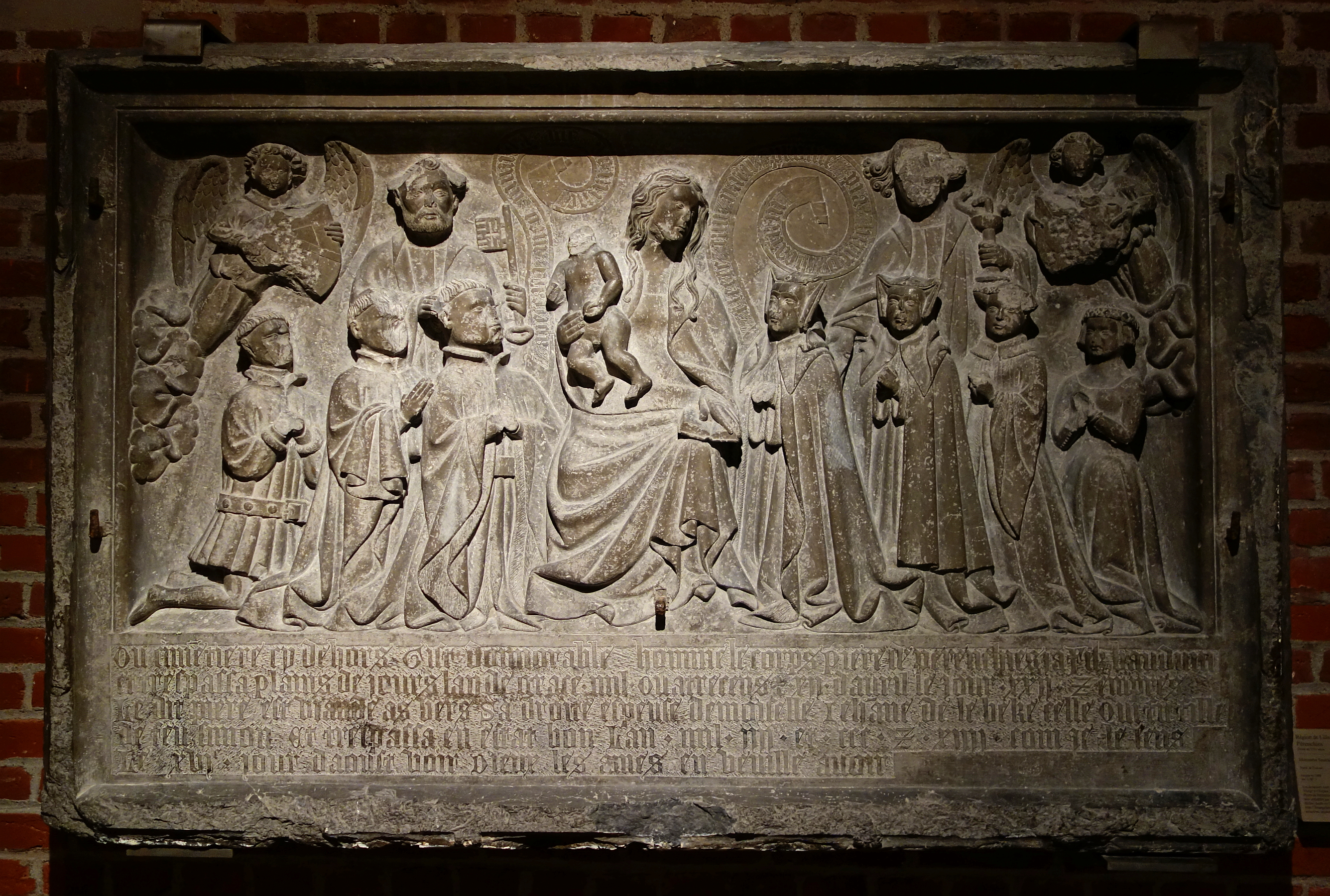
Monument funéraire en l'honneur de Pierre de Rosembois au Palais des Beaux-Arts de Lille.

Dans le manuscrit de Jacques le Groux à Fournes, on retrouve une épitaphe rimée en l'honneur de Pierre de Rosembois, seigneur de la Caulerie et de Pérenchies depuis l'achat de la seigneurie par sa femme en 1399 et écuyer du duc de Bourgogne Jean sans Peur. Cette épitaphe est écrite à la suite de la mort de Pierre à la bataille d'Azincourt : 
“Par grand désir d"honneur acquerre 

Alla chil escuyer en guerre,

El pour le Roi, son droit seigneur,

Souffrit mainte paine et labeur.

Escuyer de très grand loz

Nommé Pierre de Rosimbos,

Larges, courtois, beaux, secrets,

Et de tous gens estoit aymé.

En son temps tint la seigneurie

De la ville de Pérenchies,

Et aussy de le Caulerie.

Escuyer fut de l'Eseurie

De haut, puissant ot redoubté

Le duc Jean plein de bonté.

Et perdy emprès Rnisseauville

La vie en l'an IVe mille

Et quinze, si comme me remembre,

Vingt et cinquième jour de novembre.

Priez pour lui qui cy passez,

Et pour tous les autres trespassez”.

### Époque moderne

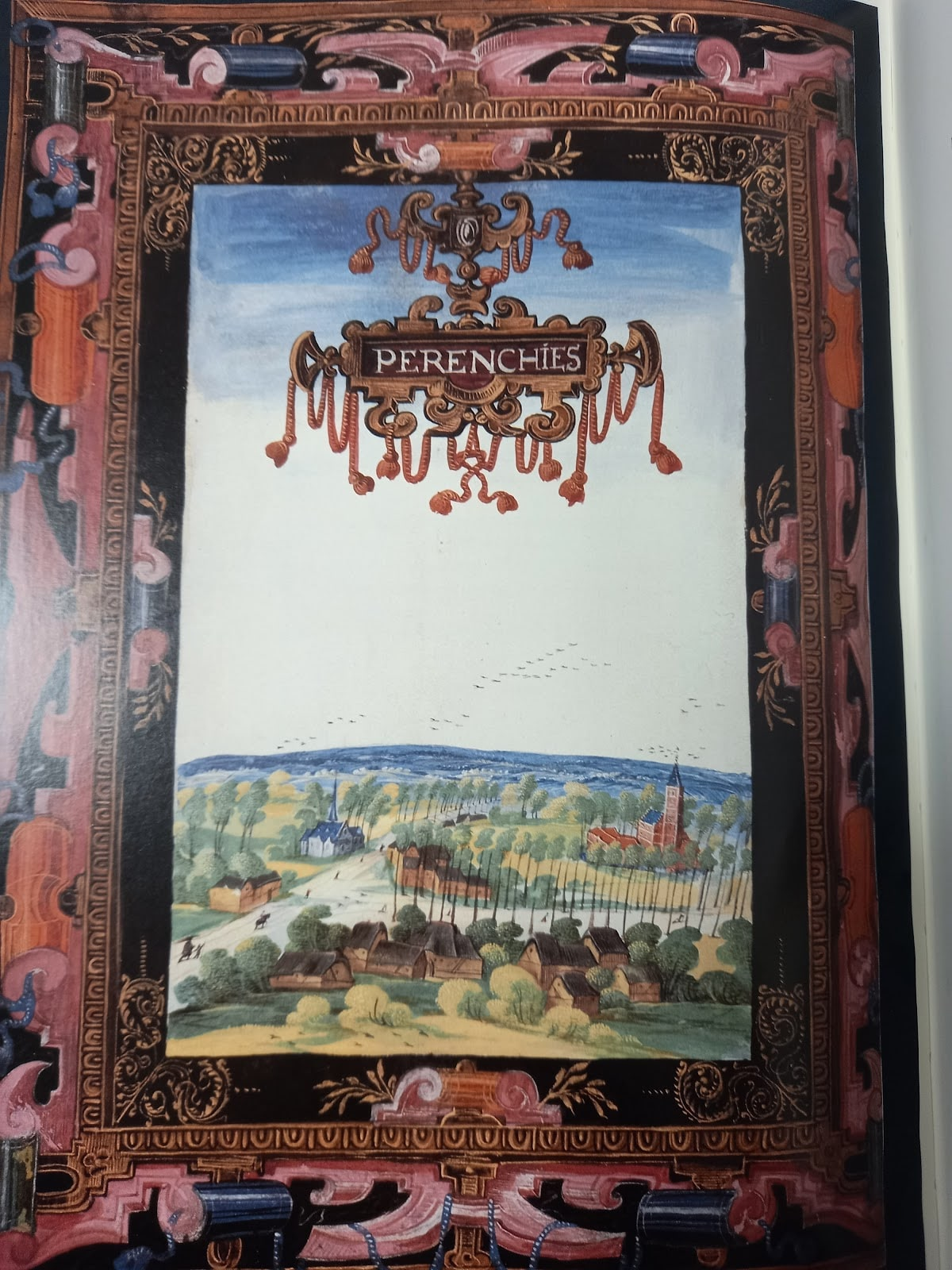
Représentation de Pérenchies dans l'Album de Croÿ

Les Rosembois conservent la seigneurie jusqu'en 1441, date à laquelle Jean du Vinage, riche bourgeois d'Ypres, la rachète à Marie Des Prez. Jean du Vinage, fils de Jean et mari de Marie Spiking selon Théodore Leuridan, la revendit ensuite à Charles d'Oignies, seigneur d'Estrées.
La famille Du Vinage étant protestante, au XVIe siècle, la religion réformée semble y avoir tenu une école.
La seigneurie passe ensuite de père en fils jusqu'à la mort de Jean-François d'Oignies au siège d'Arras en 1640. Il est remplacé par sa sœur Philippote.
En 1668, Pérenchies et la région deviennent françaises par le traité d'Aix-la-Chapelle. Comme la ville limitrophe de Prémesques, le village est dévasté par l'armée victorieuse de Louis XIV.
Mais en 1695 le village appartient à Nicolas-François Faulconnier, magistrat lillois. Nicolas-François Faulconnier, seigneur de Pérenchies, a été anobli en février 1674 par lettres données à Versailles, en considération des services rendus par les ancêtres dans la gouvernance et la magistrature de Lille, et des alliances nouées avec des familles nobles. Son fils brigadier du Roi étant mort, c'est son neveu Monsieur de Broide qui lui succède. Louis-Joseph de Broide (1684-1775), fils d'Henri de Broide, seigneur de Gondecourt, Beauffremez, Hellemmes, Escobecques, et de Marie Jeanne Fauconnier (1638-1707), est chevalier, seigneur de Pérenchies, d'Escobecques, Wambrechies. Baptisé à Lille le 16 janvier 1684, il meurt à Lille le 21 août 1775, célibataire.
C'est enfin Charles-Simon Robert, gendre de M. de Broide, puis son fils Simon-Joseph Robert, seigneur de Wambrechies qui participa à l'élection des députés aux États généraux de 1789, qui seront les derniers seigneurs.
À côté de la seigneurie principale de Pérenchies, le village comptait encore avant 1789 celle du Plouich.
Édouard II Ingiliard (     -1745), fils d'Édouard Ier (1620-après 1703), seigneur des Wattines sur Linselles et du Plouy, et de Marie-Catherine Fruict (1642-1714), est écuyer, seigneur des Wattines, de la Mairie, du Plouich, de Fromelles, de Maisnil. Il devient bourgeois de Lille le 16 janvier 1698. Il est créé chevalier le 3 février 1719. Il meurt à Lille le 11 juillet 1745. Il épouse à Lille le 1er octobre 1697 Marie-Catherine de Fourmestraux (1680-1723), fille de Paul, écuyer, seigneur de Canteleu, et de Jeanne-Claire de Blondel. Elle nait à Lille en septembre 1680 (baptisée le 21 septembre 1680) et y meurt le 26 juin 1723.
Romain-Albert Ingiliard (1702-1762), fils d'Édouard II Ingiliard, chevalier, seigneur du Plouich, de la Hamayde à Neuville-en-Ferrain, nait à Lille en septembre 1702 (baptisé le 30 septembre 1702). Il se destine d'abord à une carrière ecclésiastique : il est chanoine dans la collégiale Saint-Pierre de Lille. puis il rentre dans la vie civile, devient contrôleur des États de Lille, bourgeois de Lille le 4 avril 1742. Inscrit au rôle des nobles de la province de Flandre par ordonnance du 26 octobre 1742, marguillier de l'église Sainte-Catherine de Lille, il meurt à Lille le 9 novembre 1762, est inhumé dans le chœur de cette église près du buffet des marguilliers. Il épouse à Lille le 21 décembre 1741 Catherine-Françoise Cardon (1713-1763), dame du Bourg, fille de Jean-Baptiste, écuyer, seigneur du Bourg, et de Françoise-Claire Wullems. Elle nait à Lille en novembre 1713 (baptisée le 16 novembre 1713) et y décède le 26 février 1763. Elle est enterrée dans l'église Sainte-Catherine, vis-à-vis le chœur, près du pilier de l'adoration. Le couple n'a pas eu d'enfants.
Autre seigneurie sur Pérenchies : celle du hameau Le Fresnel. Robert du Bus, d'ancienne noblesse, écuyer, seigneur du Fresnel, est fait chevalier, par lettres données à Madrid le 14 septembre 1648. Il a servi militairement sous Alexandre de Robbe, comte d'Annappes, et aussi civilement en faisant partie pendant des années du magistrat (des autorités) de Lille : rewart (chargé du maintien de l'ordre) pendant 9 à 10 ans, chef des capitaines de la garde de la ville, mayeur (maire), échevin, conseiller. Il a épousé Catherine de Parmentier.

### Révolution française et Empire
Le village compte 500 habitants en 1789 lors de la Révolution française.
Le 29 mai 1790, Jean-Baptiste Vanelslande devenait le premier maire de la commune, qui comptait en son sein un comité révolutionnaire, il était composé de la première municipalité.
L'État confisque les biens de l'Église, l'église est vendue le 26 avril 1799.
Vers 1800, le bourg rural compte 151 maisons pour 728 habitants. Deux moulins y sont installés. Le château et sa ferme sont d'ailleurs vendus à Albert-Romain-Joseph-Mahy, maître de la poste aux chevaux de Lille. On y cultive des légumes et du tabac.
Pérenchies souffre beaucoup des guerres napoléoniennes et de la campagne de 1814 et accueille le retour de Louis XVIII à bras ouverts. En effet, selon le Journal royal, la mairie de Pérenchies offre au roi la remise des frais occasionnés par les convois militaires. Selon ce même journal, la fête de la Saint-Louis est  fêtée avec beaucoup d'allégresse.
Un service solennel pour le repos de l'âme de Louis XVI est d'ailleurs organisé à l'église en 1818.

### Époque contemporaine
En 1835, une école primaire d'une classe ouvrit ses portes.

#### L'ère industrielle
En 1835, une filature de coton est construite par Julien Le Blan, suivie par une filature de lin en 1838 ; celle-ci utilise la vapeur et utilise plus de cent machines à filer, elle deviendra une des plus grandes usines du Nord avec plus de 3600 broches. Les ouvriers, au nombre de 350 en 1848, sont des paysans et journaliers, qui ignoraient la difficulté de la tâche. Le propriétaire déclare d'ailleurs en 1840 « On n'a employé que des enfants de la campagne qui n'avaient pas la plus légère idée du métier qu'on allait leur apprendre ».
En 1848, l'entreprise connait de nombreuses difficultés et finit par être en faillite, les pérenchinois craignent de perdre leur emploi. Elle est finalement rachetée avec le château par Donat Agache, membre de la famille Agache, et Charles Droulers, qui la développent et lui donnent une importance nationale, la construction d'une gare et de la ligne de chemin de fer Lille-Dunkerque coupant le village en deux a sûrement pesé dans la décision des deux hommes.
Le 11 septembre 1854, les frères Jacquin, un ingénieur et un ouvrier belges, tentent de faire dérailler le train de l'Empereur Napoléon III à Pérenchies, mais leur « machine infernale » est découverte par la police. Ils ont toutefois le temps de fuir en Belgique.
À la mort de Donat Agache en 1857, c'est son fils Edouard Agache, qui deviendra conseiller municipal de la ville, qui lui succède.
C'est à cette époque que l'église Saint-Léger fut bâtie par Charles Leroy dans un style typiquement flamand, comme en témoigne l'utilisation des briques rouges, et néogothique.
À partir de 1880, c'est la Belle Époque, la ville est modernisée. Un bureau télégraphique est installé en 1891, la commune est éclairée au gaz à partir de 1905 et cette même année les premiers sapeurs pompiers sont embauchés pour l'usine, ils desservent ensuite toute la ville.
En 1900, la population atteint plus de 3 200 personnes tout en ayant doublée entre 1876 et 1911, cela mène à l'ouverture de l'école communale pour filles, jadis appelée Léon Gambetta et aujourd'hui Jean Macé, et de l'école maternelle Louis Pasteur en 1905. Le village devient une véritable ville industrielle dont toute la vie et le développement gravitent autour des établissements Agache, qui emploient désormais plus de 2 000 personnes.
L'entreprise Demeyere est créée par Lucien Demeyere en 1909, elle est située rue de la Prévôté.
Au tournant des XIXe et XXe siècles, les frères d'Hespel (Famille D'Hespel), Henri natif de Gand et Pierre, natif de Prémesques, fondent la marque automobile DSPL (pour D'heSPeL), l'usine étant à Premesques (Nord), avec des ateliers à Pérenchies. En 1911, une voiture DSPL concourt à Ostende.

#### Depuis la Première Guerre mondiale
3 août 1914, la guerre est déclarée contre l'empire allemand, la ville est occupée le 9 octobre 1914 et subit souvent les bombardements alliés, la commune servant de base arrière de repli pour les troupes allemandes. L'évacuation complète de la ville est décidée en 1917, le clocher de la ville est dynamité.
Le bilan est désastreux : la ville, l'usine et l'église sont presque totalement détruites, 105 soldats d'origine pérenchinoise sont tués. Le château n'est pas reconstruit et son emplacement devient un étang de pêche.
La ville a été décorée de la Croix de guerre 1914-1918, le 16 septembre 1920.
Dans les années suivant la fin de la guerre, la ville renaît de ses cendres. L'usine est le premier bâtiment reconstruit. Des baraquements, cités et habitations provisoires voient le jour. Des travailleurs italiens et polonais arrivaient en masse et aidaient la reconstruction de la ville, les communes de Lisieux et Sélestat devinrent même les marraines de Pérenchies. Entre 1921 et 1924, l'église Saint-Léger est restaurée. Cependant, la ville ne retrouvera qu'en 1921 la population qu'elle avait en 1911.
La ville fête le centenaire des usines Agache en 1928, un buste d'Édouard Agache est inauguré. Il sera cependant fondu durant la Seconde Guerre mondiale.
Pendant la Seconde Guerre mondiale, la ville est occupée. Certains de ses habitants rejoignent la Résistance dès 1941. 150 Pérenchinois sont faits prisonniers. La ville est libérée le 6 septembre 1944 et le 2 septembre 1945, un calvaire catholique, construit par Adolphe Masselot, est érigé.
Au cours du XXe siècle, diverses populations étrangères (Belges, Polonais, Italiens, Portugais), viennent s'installer dans la commune.
Après la Seconde Guerre mondiale, la ville est particulièrement concernée par le baby-boom, la population de la ville ayant presque doublé entre 1945 et 1960. De nombreuses nouvelles rues et habitations voient le jour. En 1976, le collège Jacques Monod, le complexe sportif Pierre Lecerf et la base de loisir (en collaboration avec les villes de Lompret et de Verlinghem) ouvrent leurs portes pour répondre à cette rapide augmentation de la population adolescente.
Parallèlement à son développement, la ville est de plus en plus intégrée à la métropole lilloise à partir de 1989, par la construction de la station de métro Saint-Philibert à Lomme et le développement du réseau Ilévia.
En 1985, l'usine Agache ferme ses portes et quitte Pérenchies, l'activité économique sera restaurée par l'arrivée en 1991 de l'usine Roxane Nord, rachetée par Cristaline, étant donné la découverte de la source Saint-Léger en 1979.
Depuis les années 1990, l'arrivée des supermarchés (Aldi en 1995, Match en 2006, Lidl en 1997) et le développement de la zone commerciale de Lomme font concurrence aux petits commerces, dont les estaminets. Parallèlement, depuis les années 2000, une politique d'urbanisation est menée sur les terrains vagues et en friche, ou les champs.
Tous ces changements récents mènent à partir de 2015 à un désir de désengorgement des principales rues de la ville, dont la circulation est devenue très dense. un projet d'interdiction du passage des camions a même été proposé, et en 2022 la Métropole européenne de Lille a fait de la rue de Lomme une rue à sens unique.

## Politique et administration

### Rattachements administratifs et électoraux

#### Rattachements administratifs
La commune se trouve dans l'arrondissement de Lille du département du Nord.
Elle faisait partie depuis 1793 du canton de Quesnoy-sur-Deûle. Dans le cadre du redécoupage cantonal de 2014 en France, cette circonscription administrative territoriale a disparu, et le canton n'est plus qu'une circonscription électorale.

#### Rattachements électoraux
Pour les élections départementales, la commune est membre depuis 2014 du  canton d'Armentières
Pour l'élection des députés, elle fait partie de la quatrième circonscription du Nord.

### Intercommunalité
Pérenchies est membre de la Métropole européenne de Lille, un établissement public de coopération intercommunale (EPCI) à fiscalité propre créé en 2015, prennant la suite de la communauté urbaine de Lille (CUDL) créée en 1966 et qui a pris en 1996 le nom de Lille Métropole Communauté urbaine (LMCU), et auquel la commune a transféré un certain nombre de ses compétences, dans les conditions déterminées par le code général des collectivités territoriales.

### Tendances politiques et résultats
Lors du premier tour des élections municipales de 2014 dans le Nord, la liste DVD du maire sortant Bernard Provo obtient la majorité absolue des suffrages exprimés, avec 2 487 voix (70,63 %, 25 conseillers municipaux élus dont 1 communautaire), devançant très largement celles menées respectivement par : 
- Nadine Somon (DVD, 574 voix, 16,30 %, 2 conseillers municipaux élus) ; 
- Didier Decallonne (PS-PCF-EELV, 460 ,voix, 13,06 %, 2 conseillers municipaux élus).
Lors de ce scrutin, 39,26 % des électeurs se sont abstenus. 	
Lors du second tour des élections municipales de 2020 dans le Nord, la liste DVC menée par Valérie Provo obtient la majorité des suffrages exprimés, avec 1 133 voix (44,96 %, 21 conseillers municipaux élus dont 1 métropolitain), devançant  de 99 voix celle DVD menée par Benoît Delobel 1 034 voix, 41,03 %, 6 conseillers municipaux élus).
Une troisième liste, DVG menée par Philippe Vanbeneden, a recueilli 353 voix (14 %, 2 conseillers municipaux élus), lors d'un scrutin marqué par la pandémie de Covid-19 en France où 59,17 % des électeurs se sont abstenus,.
Lors du second tour des élections municipales partielles qui se sont tenues en avril 2023 à la suite de la démission d'une partie du conseil municipal, la liste SE-DVD menée par Karim Louzani, a obtenu 998 voix (39,60 %, 21 conseillers municipaux élus dont 1 métropolitain), devançant largement les listes menées respectivement par : 

- Jack-Yves Delsert, (DVG, 780 voix, 30,95 %, 4 conseillers municipaux élus) ;

- Carole Gruson-Warendien (maire sortante, SE, 742 voix (29,44, 4 conseillers municipaux élus) ; 

Lors de ce scrutin, 60,15 % des électeurs se sont abstenus.

### Liste des maires
| Période                                  | Période                        | Identité            | Étiquette | Qualité                                                                                                |
| ---------------------------------------- | ------------------------------ | ------------------- | --------- | --- |
| Les données manquantes sont à compléter. |                                |                     |           | |
|                                          |                                |                     |           | |
| avant 1802                               |                                | A. J. Hovelacque    |           | |
|                                          |                                |                     |           | |
| avant 1881                               |                                | Ed. Agache          |           | |
|                                          |                                |                     |           | |
| 1944                                     | 1945                           | Joseph Pollet       |           | Fait fonction de maire                                                                                 |
| 1945                                     | 1947                           | Maurice Vanhonacker |           | Ouvrier du textile                                                                                     |
| 1947                                     | 1963 (décès)                   | Joseph Pollet       | MRP       | Employé d'usine Conseiller général de Quesnoy-sur-Deûle (1951 → 1963)                                  |
| 1963                                     | 1963                           | Henri Wagnon        |           | employé de bureau                                                                                      |
| 1963                                     | mars 1971                      | Paul Desquirez      | DVD       | Menuisier                                                                                              |
| mars 1971                                | juin 1995                      | Roger Dutriez       | DVD       | Artisan cordonnier                                                                                     |
| juin 1995                                | mars 2001                      | Didier Pira         | PS        | Coordinateur Sécurité Prévention Santé                                                                 |
| mars 2001                                | 31 mars 2015                   | Bernard Provo,      | DVD       | Directeur général des services retraité Démissionnaire                                                 |
| 13 avril 2015                            | juillet 2020                   | Danièle Lekien      | DVD       | Retraitée                                                                                              |
| juillet 2020                             | septembre 2022,                | Valérie Provo       | DVC       | Professeur des écoles Démissionnaire                                                                   |
| septembre 2022                           | avril 2023                     | Carole Gruson       |           | Employée administratif d'entreprise Mandat écourté par la démission d'une partie du conseil municipal, |
| avril 2023                               | En cours (au 1er février 2024) | Karim Louzani       | SE        | Directeur général d'associations                                                                       |

### Jumelages
- Overath (Allemagne) depuis 1973
- Pietralunga (Italie) depuis 1998

## Équipements et services publics

### Enseignement
- L'enseignement catholique est implanté sur la commune avec l'École privée Sainte-Marie (qui rassemble écoles maternelle et primaire mais aussi collège).

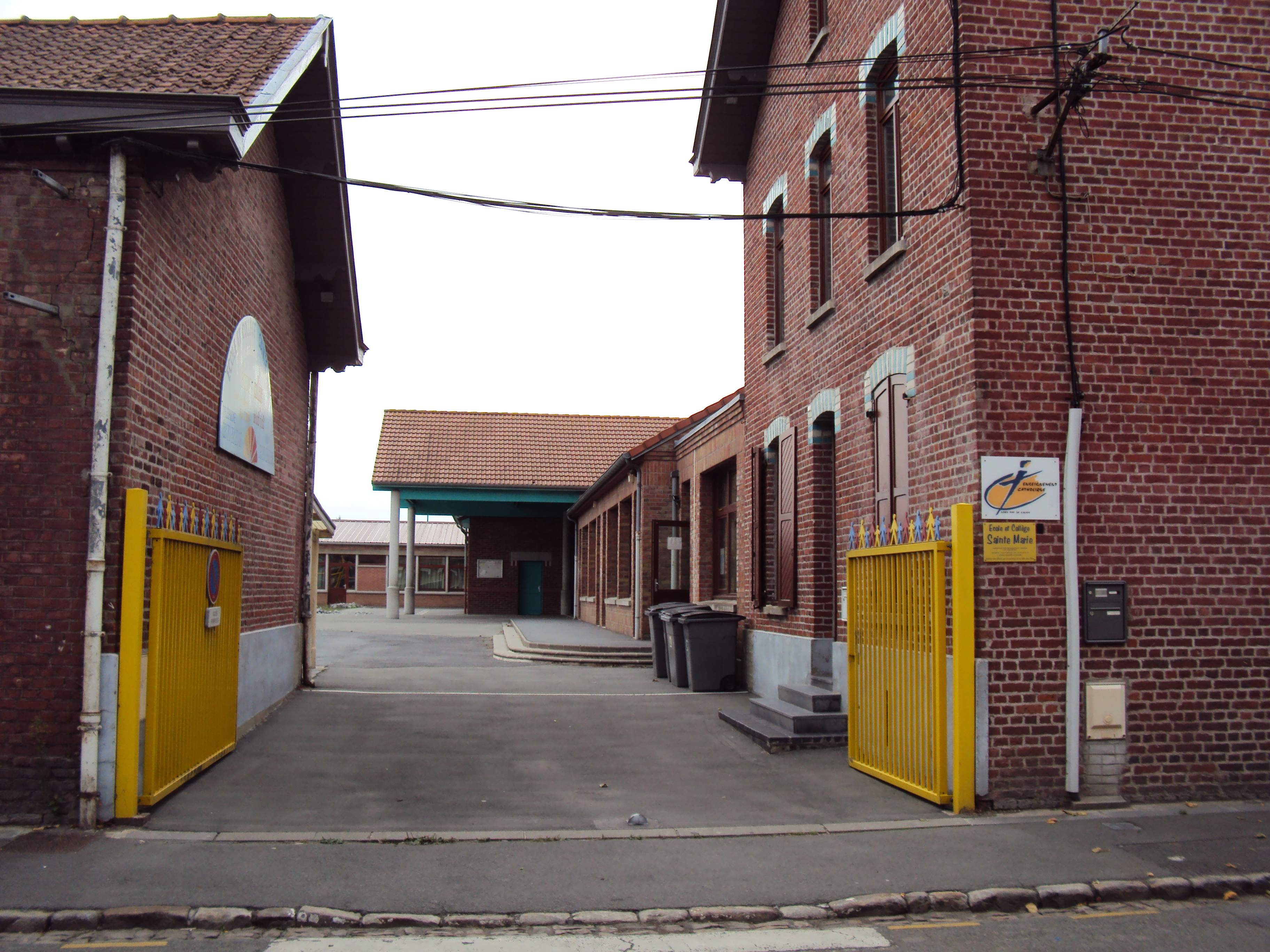
Institut Sainte-Marie (1re entrée)  (Primaire et collège)
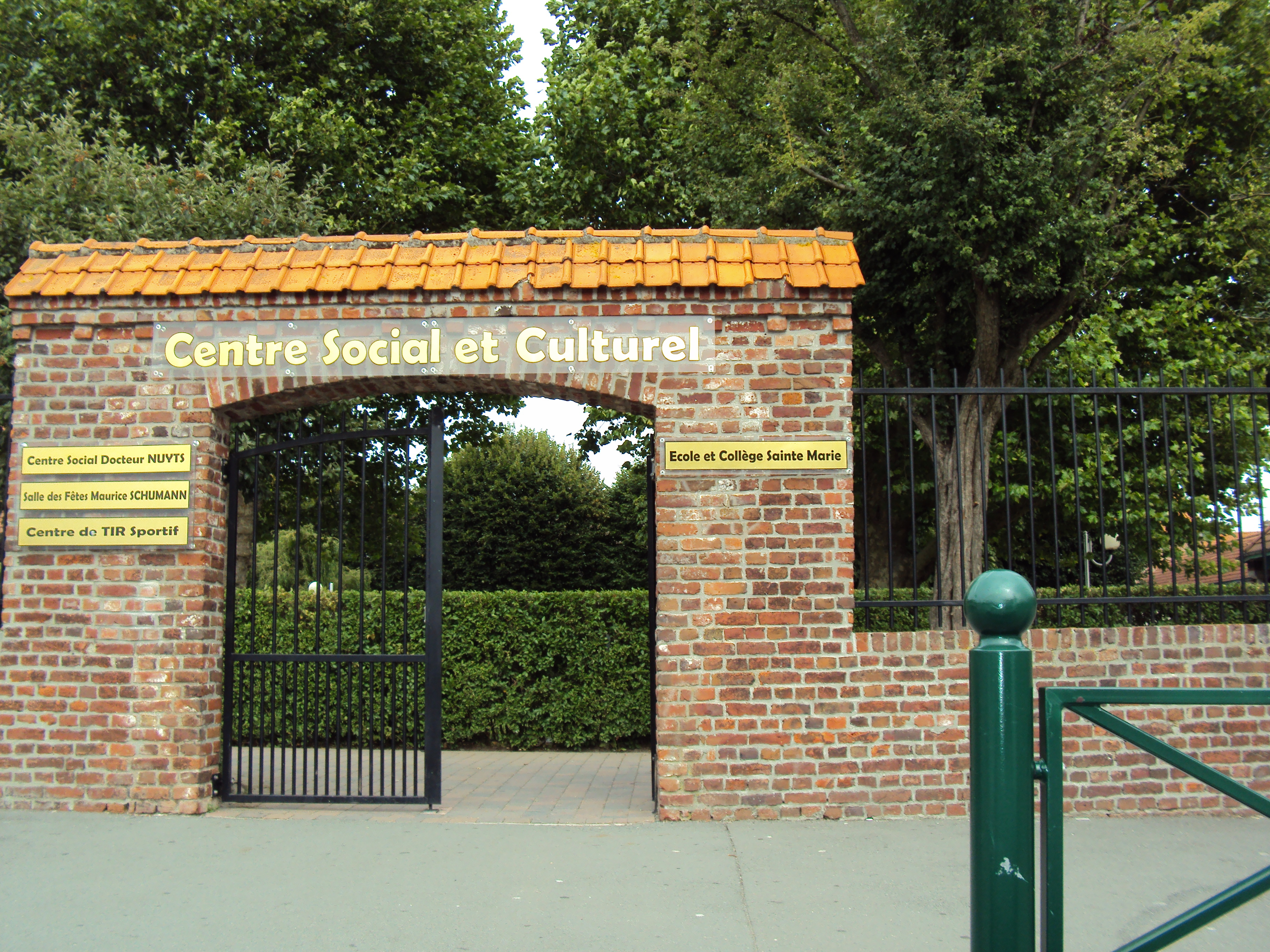
Institut Sainte-Marie (2de entrée)  (Primaire et collège)

## Population et société

### Démographie

#### Évolution démographique
L'évolution du nombre d'habitants est connue à travers les recensements de la population effectués dans la commune depuis 1793. Pour les communes de moins de 10 000 habitants, une enquête de recensement portant sur toute la population est réalisée tous les cinq ans, les populations de référence des années intermédiaires étant quant à elles estimées par interpolation ou extrapolation. Pour la commune, le premier recensement exhaustif entrant dans le cadre du nouveau dispositif a été réalisé en 2007.

En 2022, la commune comptait 8 487 habitants, en évolution de +1,45 % par rapport à 2016 (Nord : +0,51 %, France hors Mayotte : +2,11 %).
| 1793 | 1800 | 1806 | 1821 | 1831 | 1836 | 1841 | 1846 | 1851 |
| ---- | ---- | ---- | ---- | ---- | ---- | ---- | ---- | ---- |
| 750  | 728  | 728  | 803  | 808  | 802  | 913  | 914  | 940  |

| 1856  | 1861  | 1866  | 1872  | 1876  | 1881  | 1886  | 1891  | 1896  |
| ----- | ----- | ----- | ----- | ----- | ----- | ----- | ----- | ----- |
| 1 084 | 1 179 | 1 409 | 1 554 | 2 098 | 2 538 | 2 785 | 2 687 | 3 164 |

| 1901  | 1906  | 1911  | 1921  | 1926  | 1931  | 1936  | 1946  | 1954  |
| ----- | ----- | ----- | ----- | ----- | ----- | ----- | ----- | ----- |
| 3 483 | 3 948 | 4 207 | 2 247 | 4 346 | 4 451 | 4 457 | 4 528 | 2 726 |

| 1962  | 1968  | 1975  | 1982  | 1990  | 1999  | 2006  | 2007  | 2012  |
| ----- | ----- | ----- | ----- | ----- | ----- | ----- | ----- | ----- |
| 5 050 | 5 570 | 6 858 | 6 926 | 7 186 | 7 639 | 7 783 | 7 801 | 8 289 |

| 2017  | 2022  | - | - | - | - | - | - | - |
| ----- | ----- | - | - | - | - | - | - | - |
| 8 424 | 8 487 | - | - | - | - | - | - | - |

#### Pyramide des âges
La population de la commune est relativement jeune.
En 2018, le taux de personnes d'un âge inférieur à 30 ans s'élève à 38,2 %, soit en dessous de la moyenne départementale (39,5 %). À l'inverse, le taux de personnes d'âge supérieur à 60 ans est de 22,2 % la même année, alors qu'il est de 22,5 % au niveau départemental.
En 2018, la commune comptait 4 006 hommes pour 4 407 femmes, soit un taux de 52,38 % de femmes, légèrement supérieur au taux départemental (51,77 %).
Les pyramides des âges de la commune et du département s'établissent comme suit.
| Hommes | Classe d’âge | Femmes |
| ------ | ------------ | ------ |
| 0,4    | 90 ou +      | 1,5    |
| 5,0    | 75-89 ans    | 8,1    |
| 14,0   | 60-74 ans    | 15,2   |
| 19,1   | 45-59 ans    | 18,5   |
| 20,9   | 30-44 ans    | 20,6   |
| 17,2   | 15-29 ans    | 15,9   |
| 23,3   | 0-14 ans     | 20,3   |

| Hommes | Classe d’âge | Femmes |
| ------ | ------------ | ------ |
| 0,5    | 90 ou +      | 1,4    |
| 5,3    | 75-89 ans    | 8,1    |
| 14,8   | 60-74 ans    | 16,2   |
| 19,1   | 45-59 ans    | 18,4   |
| 19,5   | 30-44 ans    | 18,7   |
| 20,7   | 15-29 ans    | 19,1   |
| 20,2   | 0-14 ans     | 18     |

### Cultes
- Le territoire de Pérenchies (où se trouve le presbytère) est intégré à la paroisse catholique Notre-Dame-des-Sources dont font également partie les communes de Lompret, Verlinghem et Prémesques. La paroisse fait partie du le Doyenné de la Lys et de la Deûle, lui-même faisant partie du Diocèse de Lille.
- La chorale paroissiale Saint-Léger, qui existait déjà depuis plusieurs décennies sous la forme d'association de personnes, a acquis un cadre juridique, en 1991, en se constituant en association loi de 1901.

## Économie
Pérenchies accueille le siège social et la principale usine de l'entreprise de meubles Demeyere, créée en 1909. Racheté en 2022 par le groupe Safari, elle porte le nom  prenant le nom temporaire de CBA meubles,. Pour cela, CEMA Bois de l'Atlas crée une filiale française dénommée « CBA Meubles »

## Culture locale et patrimoine

### Lieux et monuments
On peut signaler : 

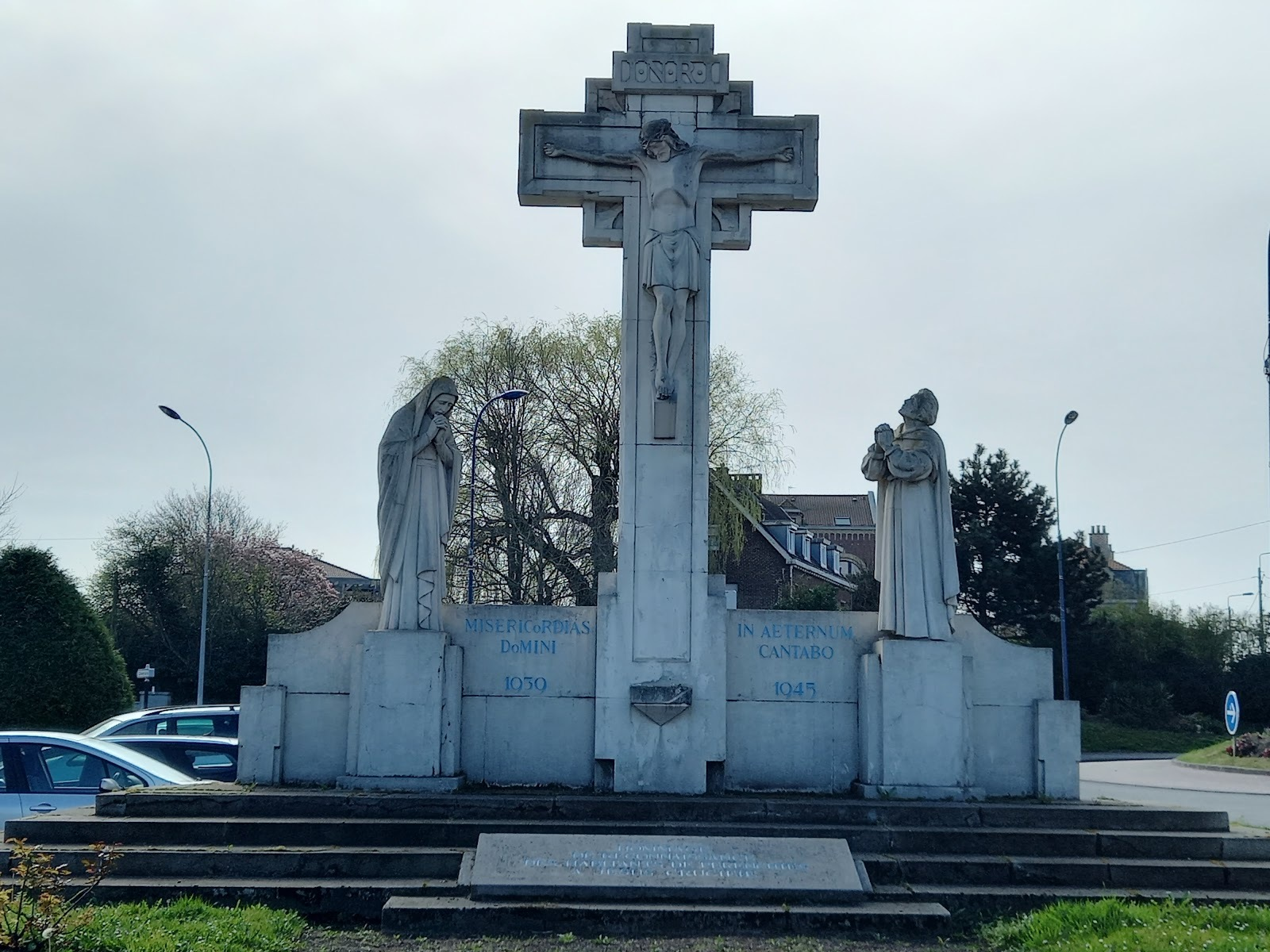
Le calvaire

- Sur la place de la ville se trouvent la mairie, l'église Saint-Léger et le monument aux morts.
- Le calvaire situé rue du Général Leclerc.

L'héritage des usines Agache se retrouve dans de nombreux lieux: l'ancienne usine Agache, la rue Edouard Agache ainsi que l'étang Agache.

### Gastronomie
La spécialité de Pérenchies la tarte à prônes, une tarte aux prunes à gros bords.

### Traditions
Les maires successifs de Pérenchies ont toujours tenu à préserver le patrimoine et les traditions de la ville depuis les années 1980. En témoignent la mise en place chaque année de ducasses dans le quartier de l'Europe ainsi que sur la place de l'église et de braderies dans les bas de la ville et dans la rue de la Prévôté.

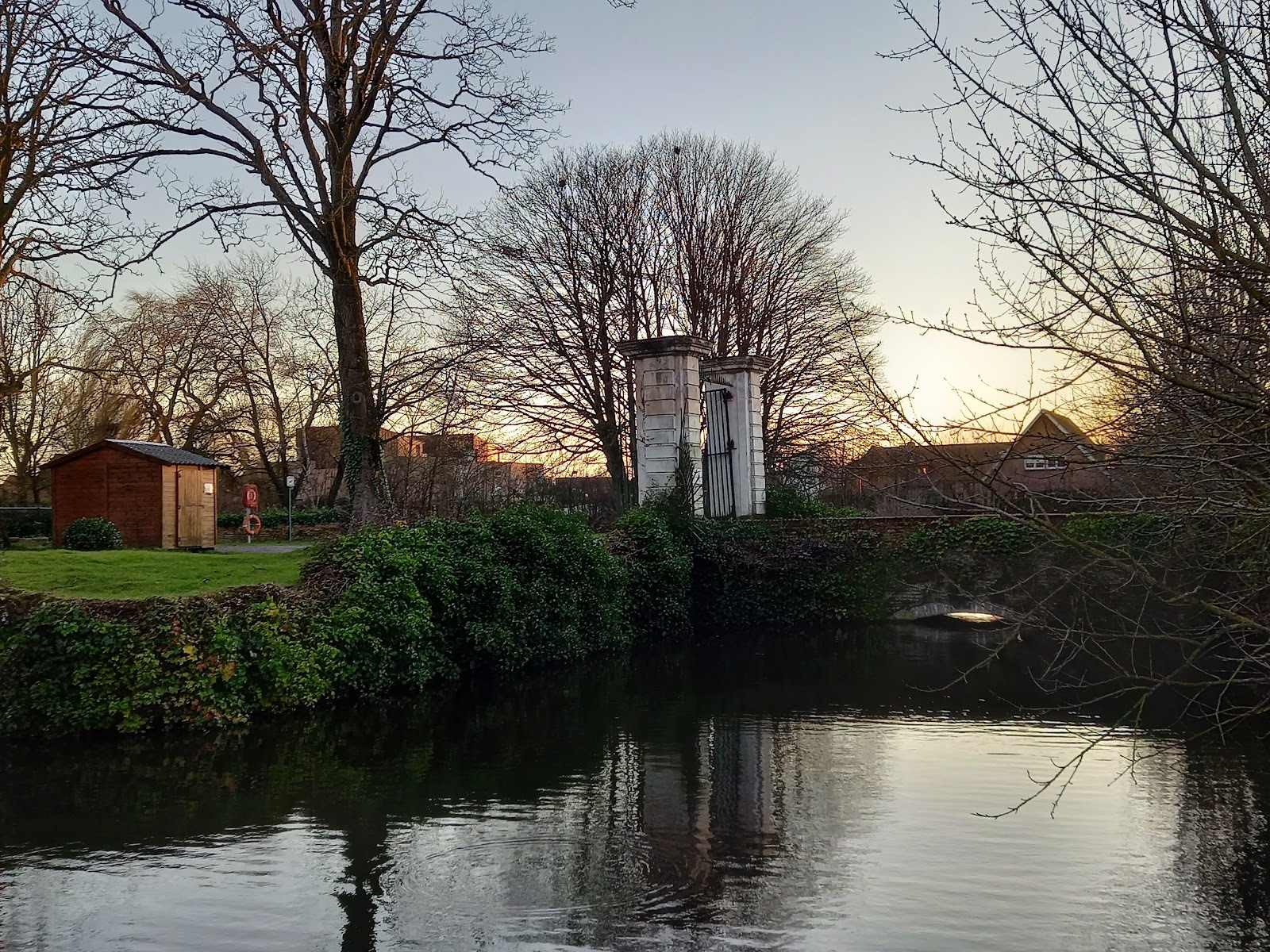
l'étang Agache le soir, il est déconseillé aux petits enfants de s'y aventurer pour ne pas croiser la Marie-Groëtte.

À la Toussaint, une fête costumée en l'honneur de Marie-Groëtte (ou Marie-Grauette), une sorcière du folklore de l'Audomarois et de la Flandre française, est organisée depuis 1981. La sorcière hanterait les marécages et les étangs ainsi que les eaux de l'Aa et de la Lys et attirerait les enfants dans les profondeurs grâce à son « groët », une fourche. Une phrase en patois picard est encore parfois entendue : « Au cœur de sa grotte faite de vase et de roseaux, Marie Grauette saque les éfants au fond de l'iau aveucque sin groët qu'alle a toudis dins s'main. » que l'on peut traduire par « Au cœur de sa grotte faite de vase et de roseaux, Marie-Groëtte entraîne les enfants au fond de l'eau avec sa fourche qu'elle porte toujours dans sa main. ».
Les quatre géants sont aussi au cœur de la vie culturelle de la ville.
Ils étaient initialement au nombre de deux, il s'agit de M. et Mm. Tartaprônes, couple de pâtissiers en bois et en osier, créés par l'Union commerciale à la suite de la braderie de Pérenchies de 1936. Leur construction est chargée à un menuisier et un charpentier de la ville tandis que les costumes sont confectionnés avec du tissu offert par les établissements Agache. En 2003, ils sont restaurés par M. Tricart, ils mesurent désormais 4 mètres 50 et doivent être portés par deux hommes ou par des roulettes.
À la suite de la mise en place d'une Confrérie de la Tarte à prônes, chargée de promouvoir la tarte à prunes et de représenter les traditions de la ville, deux autres géants sont présentés en septembre 2014. Ils font référence au passé industriel de la ville et portent le nom de Jeanne la fileuse et d'Henri le tisserand.
Autrefois, un défilé de majorettes était aussi organisé chaque année le long de la rue de la Prévôté lors du nouvel an.
Une association vouée à l'étude et la valorisation de l'histoire de la ville, appelée Si Pérenchies m'était contée.., possède d'ailleurs un blog.

### Personnalités liées à la commune
- Pierre Bonte (1932- ), journaliste français, écrivain, animateur de radio et de télévision, pérenchinois durant les trois premiers mois de sa vie.
- Hans Duvinage, officier allemand de la Première guerre mondiale, descendant des anciens seigneurs de Pérenchies[93].

### Héraldique
| Blason de Pérenchies | Blason  | De sinople à l'écu d'argent et un bâton componé de gueules et d'argent brochant en bande sur le tout. Ornements extérieursCroix de guerre 1914-1918 |
| Blason de Pérenchies | Détails | Ces armes sont celles de l'ancienne famille seigneuriale. Le statut officiel du blason reste à déterminer.                                          |

## Pour approfondir